# Frost Spur
Der Frost Spur ist ein Felssporn im westantarktischen Queen Elizabeth Land. An der Nordseite des Dufek-Massivs in den Pensacola Mountains ragt er zwischen dem Lewis Spur und dem Alley Spur auf.
Der United States Geological Survey kartierte ihn anhand eigener Vermessungen und Luftaufnahmen der United States Navy aus den Jahren von 1956 bis 1966. Das Advisory Committee on Antarctic Names benannte ihn 1968 nach Charles Frost, Logistiker bei der National Science Foundation.